# Huérfanas
Huérfanas es una telenovela mexicana producida por Pedro Luevano en 2011 para TV Azteca. 
Es el primer protagónico de los actores Ana Belena, Carla Carrillo, Lucía Leyba y Fernando Alonso junto a Mariana Torres, Anna Ciocchetti, Ariel López Padilla, Mayra Sierra y Francisco Angelini en los roles antagónicos. Y las actuaciones especiales de Fernando Ciangherotti y Verónica Merchant.
Las grabaciones empezaron el 17 de mayo de 2011 y concluyeron el 6 de noviembre del mismo año.
La telenovela contó con 130 capítulos, dio inicio el 29 de agosto de 2011 en el horario de las 18:00 por Azteca 13.

## Sinopsis
Huérfanas cuenta la historia de tres jovencitas millonarias que, tras la muerte de sus padres, son despojadas de todos sus bienes materiales y se ven obligadas a emprender un camino tortuoso en el que descubrirán que el mejor legado que poseen es su espíritu de lucha y su ambición por la verdad.
Aralia (Ana Belena), Melina (Carla Carrillo) y Diana (Lucia Leyba), las aristocráticas hermanas Montemayor, son aún muy jóvenes e inexpertas para encarar la tragedia que las envuelve, pues sus padres las educaron para vivir en un mundo muy distinto al que ahora enfrentarán. La traición, las intrigas y el desprecio son conceptos que no aparecían en sus vidas cotidianas y, ahora, apoyadas en su nana Santina (Gabriela Roel) tendrán que aprender a manejarlos para sobrevivir en su nueva realidad.
Huérfanas también es el relato de dos jóvenes que se enamoran a pesar de haber nacido en mundos opuestos y aparentemente irreconciliables. Es la tormentosa historia de amor entre Aralia y Rodrigo (Fernando Alonso) quienes tendrán que superar difíciles obstáculos y revelar dolorosos secretos para vivir el amor que el destino les tenía reservado.

## Elenco
- Ana Belena - Aralia Montemayor Allende
- Fernando Alonso - Rodrigo Álvarez / Rodrigo Dávola Álvarez
- Mariana Torres - María del Pilar "Maripilli" Zanh
- Anna Ciocchetti - Lourdes de De la Peña
- Carla Carrillo - Melina Montemayor Allende
- Lucía Leyba - Diana Montemayor Allende
- Ariel López Padilla - César Dávola
- Gabriela Roel - Santina Álvarez
- Verónica Merchant - Ana Julia Allende de Montemayor
- Fernando Ciangherotti - Ismael Montemayor
- Mayra Sierra - Yezmin Carvajal
- Francisco Angelini - Fabricio De la Peña
- Eugenio Montessoro - Antonio De la Peña
- Hugo Catalán - Jonathan Martínez
- Juan Pablo Campa - Joaquín Vela
- Antonio Gaona - Tomás Chávez
- Julia Calzada - Demetria Pérez "Corina"
- Tamara Guzmán - Jacinta
- Cristian Paz - Santiago Zanh
- María Elena Olivares - Doña Chonita
- Eligio Meléndez - Jerónimo Martínez
- Marcela Ruíz Esparza - Viviana Aguilar
- Pedro Mira - Diego San
- Keyla Wood - Aurora De la Cruz
- Melina Robert - Wanda Chávez
- Rodrigo Cachero - Bradley Smith
- Irma Infante - Brígida
- Israel Cuenca - Fernando
- Sául Hernández - Emiliano Aguilar
- César Panini - Pablo Razo
- Luis Cárdenas - Álvaro Gutiérrez
- Agustín López Lezama - José Carlos
- Roberto Leyva - Mtro. Cervera
- María de la Luz Cendejas - Romina